# Rörelseresultat
Rörelseresultat eller EBIT, efter engelskans Earnings Before Interest and Taxes, är ett mått på ett företags vinst före räntor och skatter, det vill säga differensen mellan rörelsens intäkter och rörelsekostnaderna. Begreppet används inom bokföring och finansiell analys. Rörelseresultatet utgör vanligen den första delen av ett företags resultaträkning.
Resultat efter finansiella poster är ett begrepp inom bokföring och finansiell analys. Resultat efter finansiella poster utgör den andra resultatnivån efter rörelseresultatet. Denna resultatnivå tar hänsyn till resultatet från finansiella poster, exempelvis resultat från andelar i koncern- och intressebolag, resultat från värdepapper och fordringar som faller inom typen anläggningstillgångar samt räntekostnader och ränteintäkter. 
Nettoresultat utgör den tredje och slutgiltiga resultatnivån efter rörelseresultatet. Nettoresultat är företags vinst efter avsättningar till periodiseringsfond samt vinstskatt (f.n 20,6 % i Sverige). Det är sammanfattat hur mycket pengar företaget har att dela ut i form av aktieutdelning alt. återinvestera i verksamheten.